# José Alves Mattoso
José Alves Mattoso GCIP foi um prelado português, nascido em 18 de fevereiro de 1860 em Coja, Arganil, e faleceu a 1 de fevereiro de 1952 na Guarda. Foi 60.º Bispo da Guarda de 1914 a 1952.

## Biografia
D. José Alves Matoso era filho de Manuel Alves e de sua mulher Guiomar Mattoso da Fonseca, nasceu em Coja, Arganil. Estudou desde 1880 na teologia de Coimbra. Depois de completar os seus estudos, foi ordenado sacerdote em 1882, em 1900 foi nomeado prelado. Em 3 de outubro de 1914, foi nomeado bispo da Guarda pelo Papa Bento XV. Assumiu oficialmente em 18 de abril de 1915. Permaneceu no cargo por trinta e sete anos e morreu em 1 de fevereiro de 1952, com a idade de 91 anos.
Na sua terra natal, Coja tem um busto que o homenageia. Pelo seu nonagésimo aniversário, foi feita uma publicação comemorativa sobre a vida e obra do bispo ("Os noventa anos do Senhor Dom José Alves Matoso, Bispo da Guarda", de José Quelhos Bigotte, 1950).
José Alves Mattoso era tio-avô do historiador José Mattoso.
A 25 de Maio de 1940 foi agraciado com a Grã-Cruz da Ordem da Instrução Pública.